# سلمه گرانسار
سلمه گرانسار بازیگر و هنرمند ایرانی-استرالیایی است. او برای نقش‌هایش در فیلم علمی تخیلی اثر ماندلا در سال ۲۰۱۹؛ همسایگان (۲۰۲۰)؛ کلیک طعمه (۲۰۲۱)؛ ایفای نقش انوشا در سریال جاده راز: مبدأ، شناخته می‌شود. او در سال ۲۰۲۴ در تولید انگلیسی، شرکت تئاتر ملبورن نیز ظاهر شد.
سلمه گرانسار در تهران متولد شد. او در چهار سالگی با خانواده‌اش به استرالیا نقل مکان کرد و در سنترال کست نیو ساوت ولز ساکن و بزرگ شد. او در کودکی پیانو می‌نواخت و در مدرسه از هنر و ریاضیات لذت می‌برد.
او قبل از اینکه برای بازیگری وقت بگذارد در دانشگاه نیوکاسل در رشته بیوتکنولوژی تحصیل کرد. او یک دوره سه ساله تمام وقت بازیگری را در آکادمی هنرهای دراماتیک استرالیا (AADA) در سیدنی گذراند و در سال ۲۰۰۶ از آنجا فارغ‌التحصیل گشت.
از آن زمان، او دوره‌های مختلف دیگری را نیز در زمینه بازیگری و هنرهای نمایشی در استرالیا و ایالات متحده گذرانده است، از جمله در استودیو بازیگران خیابان شانزدهم در ملبورن، تیپ شهروندان راست (۲۰۱۶) و کارگاه بازیگری آنتونی مایندل (۲۰۱۸) که هر دو در لس‌آنجلس مستقر هستند.

## شغلی

### سینما
گرانسار به ملبورن نقل مکان کرد و ابتدا در سریال درام پلیسی شبکه ۱۰ راش و سپس در سریال درام تلویزیونی برنده‌ها و بازنده‌ها نقش‌های مهمان اصلی را بازی کرد. بازی او در نقش یک زن ایرانی که پس از فرار به عنوان پناهنده در موقعیت بدی قرار می‌گیرد، در فیلم کوتاه آرزو در سال ۲۰۱۳ تحسین‌برانگیز شد. او از آن زمان تاکنون در نقش‌های زیادی در سینما و همچنین تلویزیون ظاهر شده است.
در سال ۲۰۱۴، او به ایالات متحده نقل مکان کرد تا حرفه بازیگری خود را آنجا ادامه دهد و تقریباً پنج سال در لس آنجلس زندگی کرد.
پس از ایفای تعدادی نقش دراماتیک، برای بازی در فیلم کمدی ایزی در سراسر شهر در کنار مکنزی دیویس انتخاب شد. این فیلم به کارگردانی کریستین پاپیرنیاک در جشنواره فیلم لس‌آنجلس ۲۰۱۷، و تریلر علمی تخیلی اثر ماندلا در سال ۲۰۱۹ به نمایش درآمدند.
او نقش کارآگاه ماجانو را در سریال نتفلیکس کلیک طعمه (۲۰۲۱) و انوشا را در سریال راه رمز و راز: مبدأ (۲۰۲۲) ایفا کرد که برای آن به همراه بقیه بازیگران جایزه حقوق صاحبان سهام در سال ۲۰۲۳ را برای اجرای برجسته توسط یک گروه در یک سریال درام را دریافت کردند.

### صحنه
گرانسار در حین تحصیل در AADA بارها در تئاتر زائر روی صحنه به اجرا پرداخت و از آن زمان تاکنون چندین نقش روی صحنه داشته است، از جمله آنها می‌توان از انحطاط، استیون برکوف (۲۰۰۸، ۲۰۰۹) و سوئیت کالیفرنیا، نیل سایمون در سال ۲۰۱۸ نام برد.
او در سال ۲۰۲۴ در ساخت انگلیسی شرکت تئاتر ملبورن ایفای نقش کرد که در ملبورن و کانبرا با نقدهای عالی روبرو شد.

## زندگی شخصی
گرانسار به زبان‌های انگلیسی، فارسی و اسپانیایی مسلط است.
از اواخر سال ۲۰۲۳، او اشتیاق خود را برای هنر دنبال می‌کند و آثارش در نمایشگاه هنر التقاطی ملبورن و مجموعه هنری فیتزوری در سال ۲۰۲۴ به نمایش درآمده است.

## فیلم‌شناسی

### فیلم
| سال  | عنوان                          | نقش            | یادداشت‌ها |
| ---- | ------------------------------ | -------------- | --------- |
| ۲۰۲۴ | ما مردگان را دفن می‌کنیم        | سرباز کلارکسون |           |
| ۲۰۱۹ | اثر ماندلا                     | نسیم ترحانی    |           |
| ۲۰۱۷ | Izzy Gets the F*ck Across Town | کولی           |           |
| ۲۰۰۸ | پلکس                           | مه آلود        |           |

### تلویزیون
| سال  | عنوان              | نقش            | یادداشت‌ها                  |
| ---- | ------------------ | -------------- | -------------------------- |
| ۲۰۲۴ | خیابان سویفت       | ویوین          | قسمت: "اجاره"              |
| ۲۰۲۲ | جاده راز: مبدأ     | انوشا          | بازیگران اصلی (۶ قسمت)     |
| ۲۰۲۱ | صفحه گسترده        | تاش            | قسمت: "رژ لب و نیتس"       |
| ۲۰۲۱ | کلیک طعمه          | کارآگاه ماجانو | تکراری (۶ قسمت)            |
| ۲۰۲۰ | همسایه‌ها           | کایلا گلد      | قسمت: "۱٫۸۴۲۸"             |
| ۲۰۱۳ | برندگان و بازندگان | آمیتا چاوز     | قسمت: "شما می‌توانید بدوید" |
| ۲۰۱۰ | عجله               | آرا            | قسمت: "۳٫۱۴"               |